# Football Club Tokyo
Maillots
Actualités
Le Football Club Tokyo (FC東京) est un club japonais de football basé à Tokyo, capitale du pays. Le club évolue en J. League 1 pour la saison 2025.

## Historique
L'équipe a commencé sous le nom de Tokyo Gas Soccer Club (東京ガスサッカー部) en 1935. Sa première apparition dans les ligues nationales a eu lieu en 1991, la dernière saison de l'ancienne Japan Football League. 
En 1999, la même année où l'équipe est devenue éligible et passée sous le nom de Tokyo FC, elle termine deuxième de la ligue J2 et accède à la J1 à partir de 2000. 
En 2003 a vu l'équipe terminer à la 4e place, son plus haut niveau jamais enregistré jusqu'à sa place de vice-champion en 2019 .
Lors de la saison 2010 le FC Tokyo a perdu 2-0 et est redescendu au deuxième niveau pour la première fois en 11 ans. Mais remonte seulement un an après en soulevant le titre de D2.
Sa victoire en Coupe de l'Empereur en 2011 était remarquable dans la mesure où le club était une équipe de deuxième division au cours de la saison.
Le club étoffe son palmarès grâce à ses trois Coupes de la Ligue gagnées dont la dernière en 2020.

## Palmarès
| Compétitions nationales | Compétitions internationales          |
| - Championnat du Japon (0) - Vice-champion : 2019 - Coupe du Japon (1) - Vainqueur : 2011 - Championnat du Japon D2 (1) - Champion : 2011 - Vice-champion : 1999 - Coupe de la Ligue (3) - Vainqueur : 2004, 2009, 2020 - Supercoupe du Japon (0) - Finaliste : 2012 | - Coupe Levain (1) - Vainqueur : 2010 |

## Joueurs et personnalités du club

### Entraîneurs
Le tableau suivant présente la liste des entraîneurs du club depuis ses débuts.
| Rang | Nom                | Période   |
| ---- | ------------------ | --------- |
| 1    | Shigeo Murai       | 19??-19?? |
| 2    | Tetsuji Miura      | 19??-19?? |
| 3    | Mitsuo Taira       | 1960-1964 |
| 4    | Toru Ishii         | 1965-1970 |
| 5    | Shoichi Hashimoto  | 1971-1973 |
| 6    | Keiji Yoshida      | 1974-1975 |
| 7    | Takashifutoi Ogawa | 1976-1979 |

| Rang | Nom                     | Période   |
| ---- | ----------------------- | --------- |
| 8    | Mitsunori Torihara (ja) | 1980-1983 |
| 9    | Yoshihiro Kanno         | 1984-1986 |
| 10   | Kimiyoshi Watanabe      | 1987-1992 |
| 11   | Toshiaki Imai           | 1993-1994 |
| 12   | Kiyoshi Okuma (en)      | 1994-2001 |
| 13   | Hiromi Hara             | 2002-2005 |
| 14   | Alexandre Gallo         | 2006      |

| Rang | Nom                 | Période   |
| ---- | ------------------- | --------- |
| 15   | Hisao Kuramata      | 2006      |
| 16   | Hiromi Hara         | 2007      |
| 17   | Hiroshi Jofuku (en) | 2008-2010 |
| 18   | Kiyoshi Okuma (en)  | 2010-2011 |
| 19   | Ranko Popović       | 2012-2013 |
| 20   | Massimo Ficcadenti  | 2014-2015 |
| 21   | Hiroshi Jofuku (en) | 2016      |

| Rang | Nom                 | Période        |
| ---- | ------------------- | -------------- |
| 22   | Yoshiyuki Shinoda   | 2016-2017      |
| 23   | Takayoshi Amma (en) | sep. 2017-2018 |
| 24   | Kenta Hasegawa      | 2018-nov. 2021 |
| 25   | Shinichi Morishita  | nov.2021-2022  |
| 26   | Albert Puig         | 2022-2023      |
| 27   | Peter Cklamovski    | 2023-2024-     |
| 28   | Rikizo Matsuhashi   | 2025-          |

## Bilan saison par saison
Ce tableau présente les résultats par saison du FC Tokyo dans les diverses compétitions nationales et internationales depuis la saison 1999.
| Saison | Championnat | Championnat | Championnat | Championnat | Championnat | Championnat | Championnat | Championnat | Championnat | Championnat | Coupe du Japon      | Coupe de la Ligue | Supercoupe | Coupes d'Asie       |
| Saison | Division    | Pos         | Pts         | J           | V           | N           | D           | BP          | BC          | Diff.       | Coupe du Japon      | Coupe de la Ligue | Supercoupe | Coupes d'Asie       |
| ------ | ----------- | ----------- | ----------- | ----------- | ----------- | ----------- | ----------- | ----------- | ----------- | ----------- | ------------------- | ----------------- | ---------- | ------------------- |
| 1999   | J2 League   | 2e          | 64          | 36          | 21          | 3           | 12          | 51          | 35          | +16         | 4e tour             | Demi-finales      | -          | -                   |
| 2000   | J1 League   | 7e          | 43          | 30          | 15          | 1           | 14          | 47          | 41          | +6          | 3e tour             | 2e tour           | -          | -                   |
| 2001   | J1 League   | 8e          | 41          | 30          | 13          | 5           | 12          | 47          | 47          | 0           | 3e tour             | 2e tour           | -          | -                   |
| 2002   | J1 League   | 9e          | 39          | 30          | 13          | 2           | 14          | 43          | 46          | -3          | 3e tour             | Quarts de finale  | -          | -                   |
| 2003   | J1 League   | 4e          | 49          | 30          | 13          | 10          | 7           | 46          | 31          | +15         | 4e tour             | Quarts de finale  | -          | -                   |
| 2004   | J1 League   | 8e          | 41          | 30          | 10          | 11          | 9           | 40          | 41          | -1          | Quarts de finale    | Vainqueur         | -          | -                   |
| 2005   | J1 League   | 10e         | 47          | 34          | 11          | 14          | 9           | 43          | 40          | +3          | 5e tour             | Phase de groupe   | -          | -                   |
| 2006   | J1 League   | 13e         | 43          | 34          | 13          | 4           | 17          | 56          | 65          | -9          | 5e tour             | Phase de groupe   | -          | -                   |
| 2007   | J1 League   | 12e         | 45          | 34          | 14          | 3           | 17          | 49          | 58          | -9          | Quarts de finale    | Quarts de finale  | -          | -                   |
| 2008   | J1 League   | 6e          | 55          | 34          | 16          | 7           | 11          | 50          | 46          | +4          | Demi-finales        | Quarts de finale  | -          | -                   |
| 2009   | J1 League   | 5e          | 53          | 34          | 16          | 5           | 13          | 47          | 39          | +8          | 4e tour             | Vainqueur         | -          | -                   |
| 2010   | J1 League   | 16e         | 36          | 34          | 8           | 12          | 14          | 36          | 41          | -5          | Demi-finales        | Quarts de finale  | -          | -                   |
| 2011   | J2 League   | 1er         | 77          | 38          | 23          | 8           | 7           | 67          | 22          | +45         | Vainqueur           | -                 | -          | -                   |
| 2012   | J1 League   | 10e         | 48          | 34          | 14          | 6           | 14          | 47          | 44          | +3          | 2e tour             | Demi-finales      | Finaliste  | Huitièmes de finale |
| 2013   | J1 League   | 8e          | 54          | 34          | 16          | 6           | 12          | 61          | 47          | +14         | Demi-finales        | Phase de groupe   | -          | -                   |
| 2014   | J1 League   | 9e          | 48          | 34          | 12          | 12          | 10          | 47          | 33          | +14         | Huitièmes de finale | Phase de groupe   | -          | -                   |
| 2015   | J1 League   | 4e          | 63          | 34          | 19          | 6           | 9           | 45          | 33          | +12         | Quarts de finale    | Quarts de finale  | -          | -                   |
| 2016   | J1 League   | 9e          | 52          | 34          | 15          | 7           | 12          | 39          | 39          | 0           | Quarts de finale    | Demi-finales      | -          | Huitièmes de finale |
| 2017   | J1 League   | 13e         | 40          | 34          | 10          | 10          | 14          | 37          | 42          | -5          | 2e tour             | Quarts de finale  | -          | -                   |
| 2018   | J1 League   | 6e          | 50          | 34          | 14          | 8           | 12          | 39          | 34          | +5          | 4e tour             | Phase de groupe   | -          | -                   |
| 2019   | J1 League   | 2e          | 64          | 34          | 19          | 7           | 8           | 46          | 29          | +17         | 3e tour             | Quarts de finale  | -          | -                   |
| 2020   | J1 League   | 6e          | 57          | 34          | 17          | 6           | 11          | 47          | 42          | +5          | -                   | Vainqueur         | -          | Huitièmes de finale |
| 2021   | J1 League   | 9e          | 53          | 38          | 15          | 8           | 15          | 49          | 53          | -4          | 2e tour             | Demi-finales      | -          | -                   |
| 2022   | J1 League   | 6e          | 49          | 34          | 14          | 7           | 13          | 46          | 43          | +3          | 3e tour             | Phase de groupe   | -          | -                   |
| 2023   | J1 League   | 11e         | 43          | 34          | 12          | 7           | 15          | 42          | 46          | -6          | 4e tour             | Quarts de finale  | -          | -                   |
| 2024   | J1 League   | 7e          | 54          | 38          | 15          | 9           | 14          | 53          | 51          | +2          | 3e tour             | Tour éliminatoire | -          | -                   |
| Saison | Division    | Pos         | Pts         | J           | V           | N           | D           | BP          | BC          | Diff.       | Coupe du Japon      | Coupe de la Ligue | Supercoupe | Coupes d'Asie       |
| Saison | Championnat |             |             |             |             |             |             |             |             |             | Coupe du Japon      | Coupe de la Ligue | Supercoupe | Coupes d'Asie       |

## Logo

1999-2023
Depuis 2024